# テクノポリス21C
『テクノポリス21C（てくのぽりすトウェンティワンセンチュリー）』は、日本のアニメ映画。1982年8月7日より東宝系（早朝上映）にて公開された。上映時間78分。21世紀初頭の科学都市を舞台に、人間と人工知能の人型ロボットがパートナーとなり犯罪に立ち向かうSF刑事アクション。

## 概要
本作は元々は1978年末より、アートミックの前身であるウィズコオポレイションがトミー向けに企画したテレビシリーズ作品だった。設定・デザインにはSFデザイン集団スタジオぬえが全面協力している。なお、実際にはトミーは関連商品を発売していないが、アオシマから発売された模型商品のパッケージには「PLANNED BY TOMY」の記載がある。
タイトルは『ロボット警察99（ダブルナイン）』『フューチャーポリス99（ダブルナイン）』を経て『テクノポリス21C』となった。「テクノポリス」とは、技術集積都市（Techno-polis）と未来警察機構（Technical Police）を掛けたもの。
当時は円谷プロが製作した『恐竜探険隊ボーンフリー』『恐竜大戦争アイゼンボーグ』、東宝と火の鳥プロダクションが共同制作した『火の鳥』などで実写特撮+アニメという合成技術が使われていた時期であった。本作も東宝美術の特殊美術課が関わり、ミニチュア・着ぐるみを用いた実写とアニメのキャラクターを合成する予定だったが、その後全編アニメ作画へ方向転換した。メカデザイン担当の宮武一貴（スタジオぬえ）は、もともとロボット（テクロイド）が着ぐるみとばれないよう情報量を増やしていたため、アニメ用デザインへの描き替えが上手くいかなかったという。また、宮武は特撮SF映画『さよならジュピター』（1984年公開）のプロップをデザインした直後に本作を手掛けたため、ある種の「ディティール症候群」に陥っていたとも述べている。
ぬえの河森正治が考えた全24話のプロットの中から、第11話・12話の「戦車が街にやってきた」をパイロットフィルムとして制作し始めた。しかし、テレビシリーズの予定が流れたため、主人公登場・銀行強盗追跡といった第1話のエピソードも加えて80分弱の単独作品にまとめることになった。1981年には「テレビスペシャルとしての放送を目指して制作中（公開形態は未定）」などと状況が伝えられ、各アニメ誌にメカデザインが掲載された。その後、企画母体であるウィズコオポレイションは解散。企画発足から4年を費やし、1982年8月にようやく劇場公開という形に至った。東宝系5館（新宿・渋谷・大阪・名古屋・札幌）での夏休みモーニングショーという限られた興行だった。また、関連商品としてプラモデルやサウンドトラックが発売された。
なお、ウィズとぬえは本作に続いて『ジェノサイダス』『バトルシティー メガロード』というSFアニメ企画を準備していた。『ジェノサイダス』はガウォークを主役メカとするハードSF作品で、それをスポンサーに売り込むための当て馬として用意された企画が『メガロード』である。ウィズの解散後ぬえがこれらの企画を引き取り、後者がテレビアニメ『超時空要塞マクロス』に形を変え、『テクノポリス21C』の限定公開から2カ月後（1982年10月）に全国放送開始となった。本作の歌を担当した藤原誠は、歌唱力をビクター音楽産業のプロデューサーに気に入られ、マクロスでも引き続き主題歌・EDテーマに起用された。
ウィズ及びアートミックの代表だった鈴木敏充は、OVA『バブルガムクライシス』の企画の根底には『テクノポリス21C』の思想があると語っている。

## ストーリー
西暦2001年、未来都市センチネルシティーではメカを悪用した犯罪が多発していた。警察内に特捜マシン隊「テクノポリス」が設立され、村上博士が開発した3体の「テクロイド」と壬生京介ら選抜メンバーが協力して凶悪事件を捜査することになる。
そんな折、空輸中の新型空挺戦車テムジンがテロリストにジャックされ、センチネルシティー市街地に降下する。テクノポリスの活躍により犯人は逮捕されたものの、テムジンに仕掛けられていた自動プログラム「コマンドII」が作動し、女性隊員エレナを閉じこめたま暴走を開始する。機密漏洩を恐れた軍は破壊部隊を派遣するが、テムジンが無差別に発砲し市街地は戦場と化す。もしテムジンが弾を撃ち尽くすと、エレナもろとも自爆する恐れがあった。
テクノポリスは必死の追跡を試みるが、テムジンは波止場から海に飛び込み、某国の潜水艦とコンタクトする。某国はテロリストにテムジンの強奪を命じ、コマンドIIの解明を目論んでいた。京介とテクロイド・ブレーダーが間一髪でエレナを救出したのち、テムジンは潜水艦を敵と判断し、体当たりして大爆発を起こす。

## 登場人物
壬生京介（みぶ きょうすけ）
声 - 安原義人
テクノポリスに抜擢されセンチネル・シティに転属してきた警察官。25歳。テクロイド・ブレーダーとコンビを組む。性格は楽天的だが、先天的な勘の鋭さを持つ。愛車はロータス7。自称メカ音痴だが、車の運転はレーサー並み。愛銃はコルト・ローマン357マグナム（2インチ）。身長182cm、体重80Kg。
風吹エレナ
声 - 滝沢久美子
中央捜査局出身のエリート。20歳。テクロイド・スキャニーとコンビを組む。特技は合気道。身長164cm。愛銃はワルサーPPKスーパー。お酒に弱い。
香坂かおる
声 - 池田勝
地方警察の出身。身長202cmの大男で、趣味はシャンソンと園芸。35歳。テクロイド・ビゴラスとコンビを組む。愛銃はコルト45ロングノーズ。名前にコンプレックスを持っている。
鳴海吾郎 （なるみごろう）
声 - 内海賢二
テクノポリスの創設者。45歳。中央捜査局出身。身長190cm、体重125Kg。
マリオネラ綾部
声 - 幸田直子
鳴海の秘書。27歳。
スクラッチ
声 - 滝口順平
無骨な元戦車兵。敵国に金で雇われ戦車ジャックを企む。
クライム
声 - 青野武
スクラッチの相棒。クールでメカに詳しい。
高木望
声 - 稲垣悟
テクノポリスのメカニック。スカイパックの操縦士でもある。
パイプの男
声 - 大木民夫
ハミルトン准将
声 - 宮内幸平

## 登場メカニック

### テクロイド
凶悪犯罪に立ち向かうため開発された人型ロボット。各個が特技を持ち、人間の捜査官に協力して捜査を行う。基本的には捜査官の命令により行動する。
ブレーダー
声 - 大林隆介
万能型で高速戦闘に優れる。身長210cm、体重105kg。ボディーは軽合金製。水素燃料で駆動している。
手足首にワッパガンと呼ばれる射程30m・射出式の手錠を内蔵。ほかに証拠録画用ビデオカセット、赤外線探知器、組み立て式大口径ライフルなどを装備する。腕の肘は二重関節。足の裏にタイヤを装備。バックパックを装着すると飛行も可能。ボディーが破壊された場合や緊急時には頭部と胴体のみが脱出して司令車に帰還する。
学習型コンピューターを搭載しており、レスキュー活動に関しては人間の命令無しに自らの判断で遂行可能。ただし、まだ学習レベルが未成熟であり、口頭もしくは専用コントローラーによる指令を要する。
スキャニー
声 - 島津冴子
女性型で情報分析能力が高い。身長170cm、体重70kg。ボディーは特殊プラスチック製。
顔面全面がマルチアイになっている。後頭部から垂れ下がる多目的プローブは最長10m伸縮する。胸部には分析装置を内蔵。
ビゴラス
重装甲型で格闘戦に優れる。身長255cm、体重450kg。ボディーは特殊スチール製。
声は発しない。他のテクロイドと比べてコンピューターの容量は少なめで判断能力に欠ける。水中行動が可能。高熱や砲弾に強い。デザイン・イメージは耕運機。

### 兵器
MBT-99A テムジン
国防省の依頼を受けた銀星工業によって、空軍の次期主力として極秘開発中の空挺戦闘中戦車。動力はガスタービン・エンジン、履帯は前後独立式であり、4つの履帯のうちいずれかを破壊されても行動不能に陥ることはない。最大速度は160 km/hで、さらに内蔵式のエアバックによっての水上航行や、潜水も行える。装甲はスペースド・アーマーを採用。主砲は「アートミックデザインワークス」では155mm無反動砲、「スタジオぬえのデザイン・ノート」では120mm無反動砲とされている。他にミサイルなどの自動迎撃機能を有するリモコン式の30mm対空レーザー自動小銃1基、誘導ミサイル6発、7.7mm対人機銃1基、ジャミングスクリーンの噴射機構を装備。乗員は2名で、脱出シートも有している。
コマンドIIシステムテムジンの自律型コンピューターに仕組まれた極秘の自動戦闘プログラム。中性子爆弾により乗員が死亡した場合でも戦闘を継続し、敵と認定した対象物を徹底的に攻撃する。主砲弾を撃ち尽くすと機密保持のため60秒後に自爆する。
MBT-90 マズルカ
軍が運用する八州重工製の現用空挺突撃戦車。車体に直接取り付けられた155mm無反動砲、砲塔に30mm3連ガトリング砲とロケットランチャーなどの武装を有するが、テムジンには歯が立たない。ターボチャージド・ロータリーエンジン搭載。形式番号は「アートミックデザインワークス」およびデザイン画ではMBT-90D、「スタジオぬえのデザイン・ノート」ではMBT-90Tとされている。
C-21B
ノースロップ製の輸送機。巨大な全翼機であり、機体中央後方に貨物を搭載するための取り外し可能なコンテナを装着している。作中ではテムジンの輸送に用いられた。また、爆撃機型も存在すると設定されているが、作中には登場しない。
攻撃ヘリ（戦闘ヘリ）
軍の攻撃ヘリコプター。機首にガトリング砲を有し、翼幅の長いスタブウィングの両端に6連装のミサイルポッドを懸下している。対地攻撃のほか、C-21Bの護衛にも使われている。
E-401
テムジンを奪取しようとする某国が運用する輸送潜水艦。艦橋（セイル）の後方に二重構造と4基のマニピュレーターを持つ開閉式の格納筒を備えている。

### その他
ロードレンジャー
九星工業製の6輪大型オープンカー。テクノポリス隊員やテクロイド3体を運送する。動力はガスタービンエンジン。全長7.3m。装甲車並みの性能を持つ。後部にピゴラス用キャリアを装備し、使用時には引き出して使う。車体後部にブレーダーとスキャニーを格納し、それぞれをカタパルトで射出可能。レーザー、ミサイル、7.7mmミニガンを装備。左ハンドル。ナンバーには「TPR-01」と表示されている。
スカイパック
ロードレンジャーを空輸する万能ヘリコプター。テクノポリス見習いの高木望が操縦する。
テクドッグ・トム
ロボット犬。テクノポリス隊のマスコットキャラクター。原案は天野嘉孝。それを細野不二彦をモデルに宮武一貴がクリンナップした。
ロータス・スーパーセブンシリーズ4
壬生京介の個人所有車。20世紀のオープンカー。

## スタッフ
- プロデューサー：森岡道夫
- 総監督：松本正志
- 原案：鈴木敏充
- 脚本：松崎健一、星山博之、山本優、松本正志
- 脚本監修：佐々木守
- 演出：大貫信夫
- 音楽：久石譲
- キャラクターデザイン：天野嘉孝
- メカニカルデザイン：宮武一貴
- 美術設定：中村光毅
- 作画監督：平山則雄、大川こうぎ
- 撮影監督：新井隆文
- アクション構成協力：河森正治
- 美術監督：勝叉激
- 企画：坂野義光
- 製作：東宝、東宝映像
- 製作協力：ドラゴンプロダクション、スタジオぬえ

## 主題歌・挿入歌
主題歌
「いつか黒船」
作詞：ちあき哲也 作曲：津田義彦 編曲：久石譲 歌：藤原誠
挿入歌
「ふりむけばラプソディ」
作詞：ちあき哲也 作・編曲：久石譲 歌：藤原誠

## 上映館
- 東京 渋谷スカラ座
- 東京 新宿武蔵野館
- 大阪 三番街シネマ2
- 名古屋 名宝スカラ座
- 北海道 札幌東宝プラザ

## 関連商品

### 玩具・模型
- 上映当時、アオシマから3体のテクロイド（ブレーダー、スキャニー、ビゴラス）や乗り物（テムジン、マズルカ、ロードレンジャー、それぞれディスプレイキットとモーターライズキットがあった）のプラモデルシリーズが発売された。また「ミニ合体シリーズ」の61番から64番でブレーダー、65番から68番でビゴラスが発売されていた。
- 2017年12月に行われたTAMASHII NATION 2017会場にて、バンダイがブレーダーとスキャニーの可動フィギュアを参考出品[13]。HI-METAL Rシリーズにて2018年5月にブレーダーが一般発売予定。

### 映像・音楽ソフト
- 東宝ビデオより1984年にVHSビデオ（TA-1273）、1985年にレーザーディスク（TLL-2009）が発売された。付録映像（10分）として6種類のメカのCGディスプレイ（解説付き）が追加された。
  - 前述のHI-METAL R版ブレーダーのAmazon.co.jp限定パッケージには、HDテレシネ&HDリマスターを施した本編映像を収録したブルーレイディスク（79分）が付属する。
- ビクター音楽産業より『テクノポリス21C オリジナル・サウンドトラック』が発売された。主題歌「いつか黒船」挿入歌「ふりむけばラプソディー」ほか全10曲収録。LP：JBX-25006、カセットテープ：VCK-6051。